# عبد الله حداد
عبد الله حداد (1938- 1994) فنان وشاعر فلسطيني من مواليد مدينة حيفا لقب بـ «بفنان الثورة الفلسطينية». اشتهر بقيامه بتجديد التراث الفلسطيني والغناء للقضية الفلسطينية وكان يقوم بكتابة البرامج الفنية للإذاعة اللبنانية، متنقلا بين التأليف والاعداد والتلحين والكتابة المسرحية واللحن والاغنية التي كانت تعبر عن نبض الشارع الفلسطيني. من أشهر قصائده هي قصيدة «التكتيك العربي» التي غناها أمام الرئيس الفلسطيني الراحل ياسر عرفات في عدن عام 1983 ولاقت شهرة واسعة.

## النشأة
ولد الشاعر الفلسطيني عبد الله حداد في حيفا عام 1938م، وعاش أول عشر سنوات من طفولته فيها، ومن ثم غادرها في عام 1948م مع أهل أبيه تاركاً وراءه أمه التي لم يشأ القدر بعدها أن يجمعه معها، وترك عبد الله حداد مهد طفولته وعاش في الشتات حتى وافته المنية. ترك عبد الله حداد حيفا متجهاً نحو سوريا، ومنها إلى لبنان حيث كانت انطلاقته الفنية، فبدأ العمل في كتابة البرامج الفنية للإذاعة هناك، متنقلاً بين التأليف والإعداد والتلحين والكتابة المسرحية واللحن والأغنية التي ما كانت تعبر إلا عن نبض الشارع الفلسطيني. شارك بالعديد من المسلسلات والأفلام اللبنانية والمصرية.

## أعماله
ركز حداد منذ الستينات والسبعينات وحتى بداية الثمانينات على القضية الفلسطينية والانتماء للوطن، وعمل في مسيرته على تجديد التراث الفلسطيني، حيث كان يأخذ الموسيقى التراثية الفلسطينية ويضيف إليها كلماته كأغنية «والله شفتك يا علمي» التي أدخلها أيضاً في عمله «العرس الفلسطيني» والتي لاقت صدى كبيراً في ذلك الوقت وما زالت حاضرة حتى يومنا، إضافة إلى تناوله الفلكلور العربي الشرقي بتفاصيله متنقلا ً به بين أكثر من دولة حرصاً منه على تقديم العمل الشامل الذي يخاطب الجميع إيمانا منه بأن الفن لغة يفهمها الجميع.

## كتاباته
ومن كتاباته أيضاً «أنا عربي أصيل» و«القهوة» و«الميزانية» و«لأبنيلك» و«لعبة» و«يا مهرتي»، إضافة إلى تأديته لدور «كوجي كابوتو» في المسلسل الكرتوني «جريندايزر».
في بداية الستينات أسس فرقة «مدار الشعبية للفنون» في لبنان التي قدمت عروضها مباشرة، كما درس الأطفال في مدارس «إسعاد الطفولة والصمود» والتي تعنى بالأطفال الأيتام، حيث درسهم الموسيقى بالمشاركة مع فنانين آخرين وموزعين موسيقيين مختصين، وكان حداد مسؤولاً عن الكلمة واللحن، حيث كانت الفرق التي خرجت من المدارس تسافر وتجول في العديد من الدول العربية والأمريكية والأوروبية لعرض الفلكلور والفن الفلسطيني بوجه حضاري بالكلمة والموسيقى، ونالت هذه الفرق قبولاً ونجاحاً كبيراً في ذلك الوقت، وتم تأسيس فرقة «زهرة المدائن» فيما بعد وهي فرقة تابعة لمنظمة التحرير الفلسطينية. وأعضاء الفرقة كانوا من أطفال مدرسة إسعاد الطفولة الذين أصبحوا شباباً أصروا على الاستمرار في الفرقة لتقديم الفن الفلسطيني للعالم.
لقّب بـ«فنان الثورة الفلسطينية»، ومنحته ألمانيا في إحدى جولاته الفنية مع الأطفال لقب «المربي الفاضل» لما لاحظوه من حب الأطفال له، إضافة إلى ما تم تقديمه من تنسيق وترتيب في أعماله.
وتقول ابنته ميس: «نحن كنا نعي لوالدنا الإنسان الفنان وندرك جماليات ما قدمه من أعمال فنية جميلة، فوالدي كان مليئاً بالحب والتواضع، ولقد عودنا على الاحترام، وكان حريصاً دائماً على تعليمنا. لقد كان والدي محبوباً من الجمهور وكانوا يرددون أغانيه ويطلبونها، وجمعته علاقة بالكثير من الفنانين اللبنانيين والأردنيين إضافة إلى فنانين عرب. لطالما راود أبي حلم العودة إلى وطنه فلسطين، فهي قضيته الأولى والأخيرة، وهذا بدا واضحاً في أغانيه وأشعاره، فهي مليئة بالحنين للوطن، وتطالب بالعودة فهو رافض لفكرة الهجرة والغربة، وخاض نضاله الخاص تجاه قضيته بفنه الذي اعتبره أهم أساليب النضال.»

## لجوءه
لجأ عبد الله حداد إلى الدنمارك حاملاً قضيته في قلبه وعقله حاملاً مشواره الطويل مع الكفاح، رافضاً كل الذل والإهانات والرضوخ لقيادة أرادت له الفناء.
لقد كانت الغربة بالنسبة له غولاً أحاط به وبأحلامه تجاه قضيته، إنما إيمانه بالله وبالقدر المحتوم وبأنه في هذه البلاد سوف يكون مطمئناً على بناته الأربع، كان العامل الإيجابي في غربته.
وعرضت عليه الدولة الدنمركية منذ البداية أن يقوم بالتعليم في معهد الموسيقى أن ينشأ فرقة، ويتم دعمها بكل الوسائل المتاحة لديهم لما وجدته لديه من إمكانيات في التلحين والكتابة وتدريب الأطفال في هذا المجال. ففي مثل هذه الدول تستغل الكفاءات ولا تهمل وتحارب، وإنما يقدم لها الاحترام والتقدير والدعم المادي والمعنوي للرفع مستوى إنتاجها الفني وإظهاره على أرض الواقع من خلال ما ينتجه من أعمال فنية رائدة. ولكن حالته الصحية حالت دون تشكيل فرقة دنمركية فلسطينية قادرة على إحياء التراث الفلسطيني.

## وفاته
في أواخر الثمانينات مرض حداد بمرض القلب مما سبب له معاناة كبيرة. في بمراحل متقدمة نصحه الأطباء بعدم ممارسة الغناء على المسرح، لكن الموسيقى بقيت تمده بالقوة للبقاء. سافر مع عائلته إلى الدنمارك عام 1990 واستقر بها، إلى أن رحل في 1994 في مدينة آرهوس الدنماركية تاركاً إرثاً فنياً كبيراً. هناك قال لأسرته: «يؤلمني أني سأترككم في بلاد الغرب، مطمئن النفس أنكم ستعيشون عيشة كريمة، ويؤسفني أنني لن أكون مطمئناً لو تركتكم تحت كنف حكومة عربية.»